# Ask e Embla

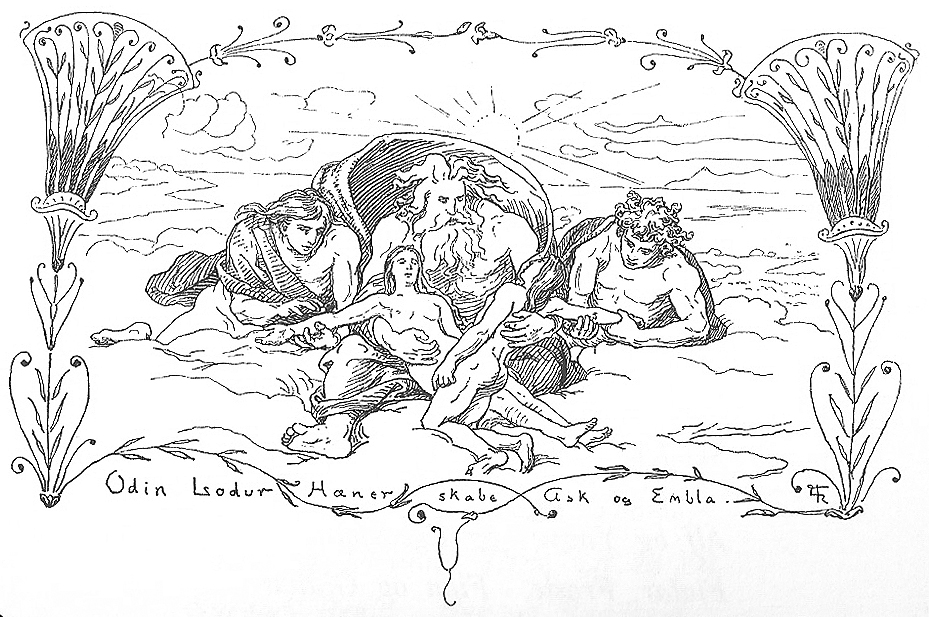
"Hœnir, Lóðurr e Odin criam Askr e Embla" (1895) por Lorenz Frølich.

Na mitologia nórdica, Ask e Embla (em nórdico antigo:  Askr ok Embla) — masculino e feminino, respectivamente — foram os primeiros dois humanos, criados pelos deuses. O par é mencionado tanto na Edda em verso, compilada no século XIII a partir de fontes tradicionais anteriores, quanto na Edda em prosa, composta no século XIII. Em ambas as fontes, três deuses, um dos quais é Odin, encontram Ask e Embla e concedem a eles vários dons corporais e espirituais. Diversas teorias foram propostas para explicar as duas figuras, e há referências ocasionais a elas na cultura popular.

## Etimologia

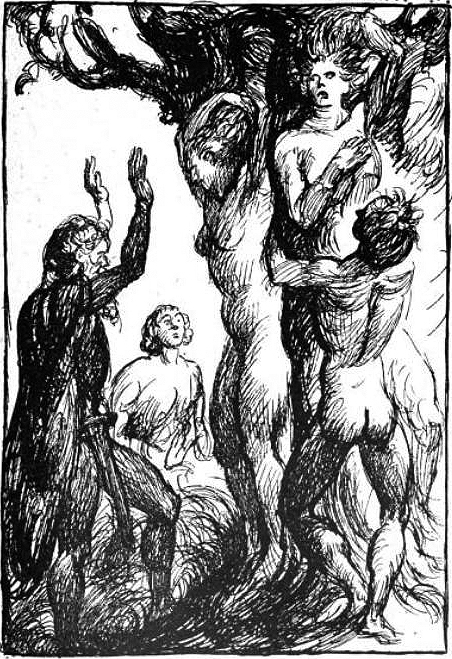
Representação de Ask e Embla (1919) por Robert Engels.

O Nórdico Antigo askr significa literalmente "freixo" (veja Yggdrasil), mas a etimologia de embla é incerta, e geralmente são propostas duas possibilidades de significado. O primeiro, "olmo", é problemático, e é alcançado derivando *Elm-la de *Almilōn e subsequentemente para almr ("olmo"). A segunda sugestão é "videira", que é alcançada através de *Ambilō, que pode estar relacionado ao termo em grego ἄμπελος (ámpelos), significando "videira, liana". Essa última etimologia resultou em várias teorias.
A linguista Gunlög Josefsson afirma que o nome Embla vem das raízes "eim" + "la", o que significaria "fazedora de fogo" ou "trazedora de fumaça". Ela conecta isso à antiga prática de criar fogo por meio de uma ara de fogo que era considerada uma maneira mágica e sagrada de fazer fogo na crença popular na Escandinávia até tempos modernos. Ela identifica o surgimento do fogo através da aração de forma simbólica ao momento do orgasmo e, portanto, à fertilização e à reprodução.
Segundo Benjamin Thorpe, "Grimm diz que a palavra embla, emla, significa uma mulher ocupada, de amr, ambr, aml, ambl, trabalho assíduo; a mesma relação que Mashia e Mashiane, os nomes persas antigos do primeiro homem e mulher, que também foram formados a partir de árvores".

## Atestações
No verso 17 do poema da Edda em verso, Völuspá, a völva recitando o poema afirma que Hœnir, Lóðurr e Odin encontraram Ask e Embla em terra. A völva diz que os dois eram capazes de muito pouco, carentes de ørlög e afirma que eles receberam três presentes dos três deuses:

| Nórdico Antigo: Ǫnd þau né átto, óð þau né hǫfðo, lá né læti né lito góða. Ǫnd gaf Óðinn, óð gaf Hœnir, lá gaf Lóðurr ok lito góða. | Tradução de Benjamin Thorpe: Espírito eles não possuíam, sentido eles não tinham, sangue nem poder motivador, nem cor boa. Espírito deu Odin, sentido deu Hœnir, sangue deu Lodur, e cor boa. | Tradução de Henry Adams Bellows: Alma eles não tinham, sentido eles não tinham, Calor nem movimento, nem cor boa; Alma deu Odin, sentido deu Hönir, Calor deu Lothur e cor boa. |  |

O significado desses presentes tem sido motivo de discordância acadêmica, e as traduções, portanto, variam.
De acordo com o capítulo 9 do livro da Edda em prosa, Gylfaginning, os três irmãos Vili, Vé e Odin são os criadores do primeiro homem e da primeira mulher. Os irmãos estavam caminhando ao longo de uma praia e encontraram duas árvores lá. Eles pegaram a madeira e a partir dela criaram os primeiros seres humanos: Ask e Embla. Um dos três lhes deu o sopro da vida, o segundo lhes deu movimento e inteligência, e o terceiro lhes deu forma, fala, audição e visão. Além disso, os três deuses deram a eles roupas e nomes. Ask e Embla se tornam os progenitores de toda a humanidade e receberam um lar dentro das muralhas de Midgard.

## Teorias

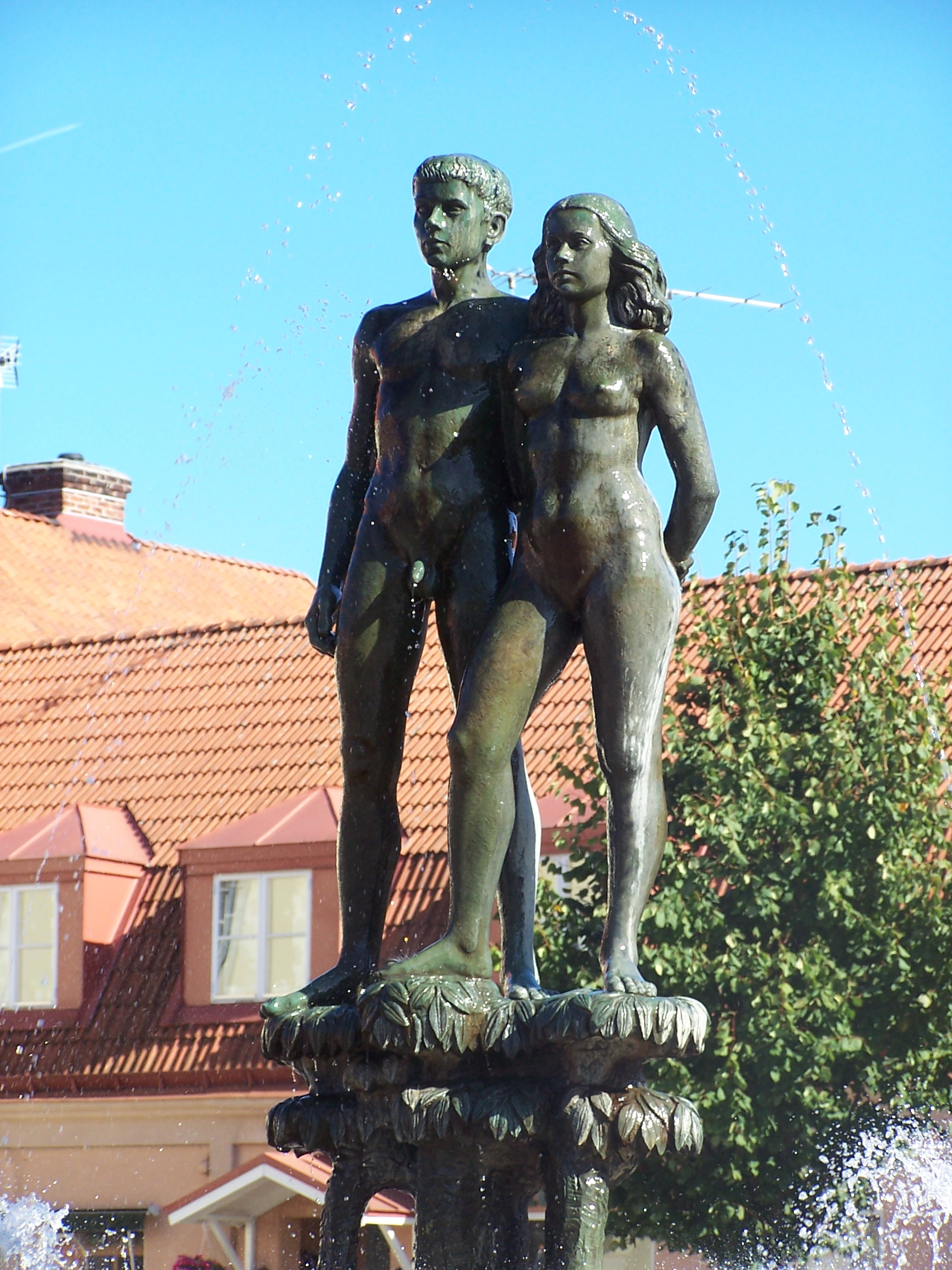
"Ask och Embla" (1948) por Stig Blomberg

### Origens indo-europeias
Uma base protoindo-europeia foi teorizada para o par com base na etimologia de embla significando "videira". Nas sociedades indo-europeias, uma analogia é derivada da perfuração de fogo e do coito. Videiras eram usadas como madeira inflamável, onde eram colocadas sob uma perfuratriz feita de madeira mais dura, resultando em fogo. Outras evidências do ritual de fazer fogo na Escandinávia foram teorizadas a partir de uma representação em uma placa de pedra em um túmulo da Idade do Bronze em Kivik, Escânia, Suécia.
Jaan Puhvel comenta que "mitos antigos estão repletos de 'primeiros casais' semelhantes à Adão e Eva. Na tradição indo-europeia, esses vão desde o Védico Yama e Yamī e o Irânico Mašya and Mašyānag até o Islandês Askr e Embla, com árvores ou rochas como material bruto preferido, e dragãos ou outras substâncias ósseas ocasionalmente adicionadas para uma boa medida".
Em seu estudo das evidências comparativas para a origem do homem a partir de árvores na sociedade indo-europeia, Anders Hultgård observa que "mitos da origem do homem a partir de árvores ou madeira parecem estar particularmente ligados à Europa antiga e aos povos que falam indo-europeu da Ásia Menor e Irã. Em contraste, as culturas do Oriente Próximo mostram quase exclusivamente o tipo de histórias antropogônicas que derivam a origem do homem do barro, terra ou sangue por meio de um ato divino de criação".

### Outros possíveis análogos germânicos
Duas figuras de madeira — as Figuras de Braak Bog — de "mais de altura humana" foram desenterradas de uma turfa em Braak em Schleswig, Alemanha. As figuras representam um homem nu e uma mulher nua. Hilda Ellis Davidson comenta que essas figuras podem representar um "Senhor e Senhora" dos Vanir, um grupo de deuses nórdicos, e que "outra memória [dessas divindades de madeira] pode sobreviver na tradição da criação de Ask e Embla, o homem e a mulher que fundaram a raça humana, criados pelos deuses a partir de árvores na beira do mar".
Uma figura chamada Æsc (do inglês antigo "freixo") Oisco de Kent em português aparece como o filho de Hengest na genealogia anglo-saxã dos reis de Kent. Isso resultou em várias teorias de que as figuras podem ter tido uma base anterior na mitologia germânica pré-nórdica.
Foram propostas conexões entre Ask e Embla e os reis Vândalos Assi e Ambri, atestados na obra do século VII d.C. de Paul the Deacon, Origo Gentis Langobardorum. Lá, os dois pedem ao deus Godan (Odin) por vitória. O nome Ambri, assim como Embla, provavelmente deriva de *Ambilō.

### Catálogo de anões
Um poema que antecede a descrição da criação de Ask e Embla em Völuspá fornece um catálogo de anões, e o verso 10 foi considerado como descrevendo a criação de formas humanas a partir da terra. Isso pode significar que os anões formaram os humanos, e os três deuses lhes deram vida. Carolyne Larrington teoriza que os humanos são designados metaforicamente como árvores em obras nórdicas antigas (exemplos incluem "árvores de joias" para mulheres e "árvores de batalha" para homens) devido à origem da humanidade proveniente de árvores, Ask e Embla.

## Representações modernas
Ask e Embla têm sido tema de diversas referências e representações artísticas.
Uma escultura retratando os dois, criada por Stig Blomberg em 1948, está localizada em Sölvesborg, no sul da Suécia.
Ask e Embla são representados em dois dos dezesseis painéis de madeira pelo escultor Dagfin Werenskiold no Oslo City Hall.
Ask to Embla é o título de um poema, partes do qual são citadas, por R. H. Ash, um dos protagonistas no romance de A. S. Byatt, Possession: A Romance, que ganhou o prêmio Booker em 1990.
No jogo de vídeo Fire Emblem Heroes, os dois reinos principais em guerra são Askr e Embla, onde o Invocador, o jogador, se encontra, já que o reino está em guerra com o Império Embliano no início do jogo. Mais tarde é revelado que ambos os reinos foram nomeados após um par de Dragões Antigos; sendo Askr masculino e Embla feminino.
No videogame Valheim, os desenvolvedores nomearam um conjunto de armaduras após Embla, como afirmado em sua postagem no blog de desenvolvimento em 21 de novembro de 2023: "nós nomeamos este conjunto em homenagem a um dos dois primeiros humanos na mitologia nórdica: Embla".